# Ridepooling

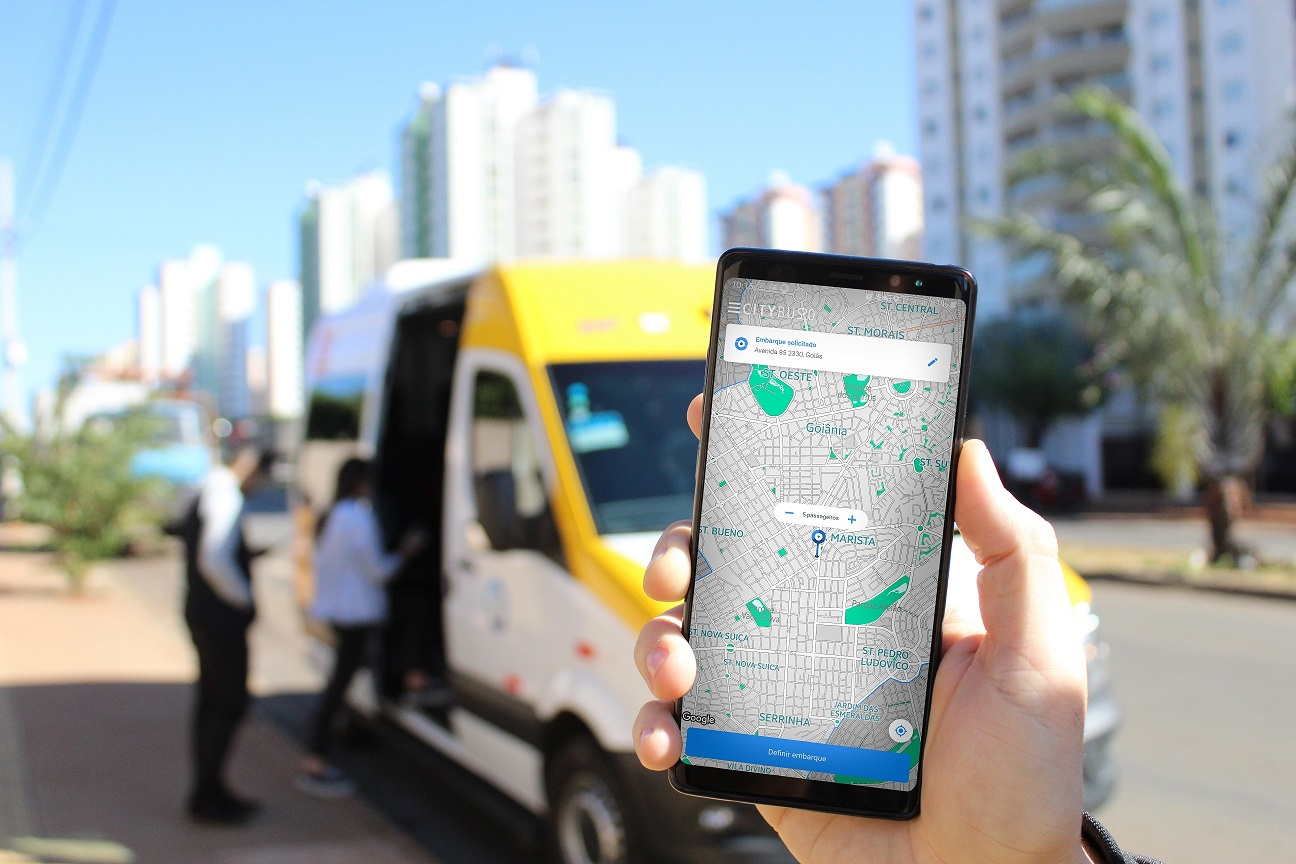
Ridepooling mit App

Ridepooling (oder On-Demand-Ridesharing, im ÖPNV auch On-Demand-Verkehr, On-Demand-Mobilität, teils auch Mobility on Demand (MOD), „Mobilität auf Abruf“) ist ein bedarfsorientiertes ÖPNV-System. Es ist eine Form der gewerblich organisierten Personenbeförderung, die Passagiere auf Anfrage flexibel zwischen Haltepunkten befördert. 

## Beschreibung

### Funktionsweise
Aus Fahrgastsicht können On-Demand-Verkehre als eine Mischung zwischen Taxi und Omnibus beschrieben werden: Die Fahrt findet unabhängig von einem Fahrplan oder einem Linienweg statt (wie ein Taxi), wobei unterwegs Fahrgäste an bestimmten Stellen ein- und aussteigen dürfen und das Fahrzeug nicht alleine genutzt wird (wie ein Bus). Ein Algorithmus plant und optimiert die Routen, in vielen Fällen benötigen die Fahrgäste für die Nutzung eine betreiberspezifische Smartphone-App oder eine anbieterübergreifende Mobility-as-a-Service-App. Die Angebote unterscheiden sich zum Teil stark in ihrer Konzeption und können Bestandteile des ÖPNV sein. Im deutschen Personenbeförderungsgesetz (PBefG) werden die Angebote seit August 2021 im ÖPNV als Linienbedarfsverkehr (§ 44), außerhalb als gebündelter Bedarfsverkehr (§ 50) bezeichnet und reguliert.
Beim Ridepooling teilen sich die Passagiere, deren Start- und Zielorte in ähnlicher Richtung liegen, ein Fahrzeug. Zunächst sendet ein Fahrgast über eine Smartphone-App oder ein anderes System eine Fahrtanfrage. Ein Algorithmus ordnet sie einer neuen oder einer bereits bestehenden Fahrt zu. Die Fahrtrouten werden so optimiert, dass sie für die Fahrgäste möglichst komfortabel sind. Der Fahrer wird über eine App informiert und zum Fahrgast navigiert, um ihn an einem festgelegten Haltepunkt, einer sogenannten virtuellen Haltestelle, abzuholen. Nur an diesen Haltepunkten können die Fahrgäste ein- und aussteigen. Die Beförderung wird üblicherweise über die App des jeweiligen Anbieters organisiert und abgerechnet. Die Wagen haben keine feste Route, sondern werden durch den Einsatz von GPS-Satellitenortung und eine computergesteuerte Tourenplanung dynamisch eingesetzt. Betrieblich, zeitlich und tariflich unterschieden sich Ridepooling-Angebote teils sehr stark voneinander, sie reichen von einer vollständigen Integration in den Verkehrsverbund bis zu eigenwirtschaftlichen Angeboten. Preislich bewegen sich die Anbieter in der Regel zwischen dem Nahverkehrstarif und dem Taxitarif.

### Abgrenzung
Im Gegensatz zu früheren bedarfsgesteuerten ÖPNV-Sonderformen oder Bedarfsverkehren wie Rufbussen, Taxibussen, Anruf-Sammel-Taxis oder Linienbussen im Richtungsbandbetrieb ist Ridepooling hoch digitalisiert und flexibler, Smartphone-Apps spielen eine wesentliche Rolle. Der Übergang zwischen den Konzepten kann trotzdem fließend sein. On-Demand-Verkehre sind nicht nur für Einsätze bei geringer Nachfrage geeignet, sondern können auch als Erweiterung des klassischen ÖPNV eingesetzt werden.
Kommerzieller bedarfsgesteuerter Flächenbetrieb kann ebenfalls als Ridehailing (Taxi-App, in Deutschland rechtlich Mietwagen mit Fahrer) organisiert sein. Eine Konvention für die Abgrenzung gibt es allerdings nicht. So bezeichnet sich beispielsweise MOIA selbst als „Ridesharing-Service“, während es sich nach verkehrswirtschaftlicher Definition um Ridepooling handelt, da das Angebot kommerziell ist.
Verwandt ist auch das Konzept der Mitfahrdienste (auch Dynamic Ridesharing genannt), bei dem Privatpersonen ihre Beförderungswünsche und -angebote bündeln.

## Geschichte
Ein Vorläufer des Ridepooling wurde bereits in den 1970er Jahren erprobt: Beim Rufbus in Friedrichshafen und dem R-Bus/Retax in Wunstorf handelte es sich um einen bedarfsorientierten, fahrplan- und linienlosen Flächenverkehr, der telefonisch, per Rufsäule oder per Postkarte bestellt werden konnte, allerdings mangels Wirtschaftlichkeit eingestellt wurde. Ab Mitte der 80er-Jahre setzte sich das fahrplanbasierte Anrufsammeltaxi durch, das im Betrieb günstiger war. Auch Sammeltaxis können als Vorläufer der Technik gelten.
Zwischen Dezember 2016 und Januar 2022 war das Unternehmen CleverShuttle als eigenwirtschaftlicher Anbieter in mehreren deutschen Städten aktiv, änderte das Geschäftsmodell und kooperierte nur noch mit Nahverkehrsunternehmen. CleverShuttle meldete im Mai 2023 nach dem Ausstieg der Deutschen Bahn als größtem Anteilseigner Insolvenz an, kündigte aber an, dass der Fahrbetrieb bis auf Weiteres fortgesetzt werde; die operativen Regionalgesellschaften seien nicht von der Insolvenz betroffen. Anfang 2019 gab es in Deutschland 12 Ridepooling-Angebote. Nach der Novelle des Personenbeförderungsgesetzes im August 2021 stieg die Zahl an, Ende 2022 gab es über 80 On-Demand-Verkehre.

## Anbieter

### Eigenwirtschaftliche Ridepooling-Anbieter

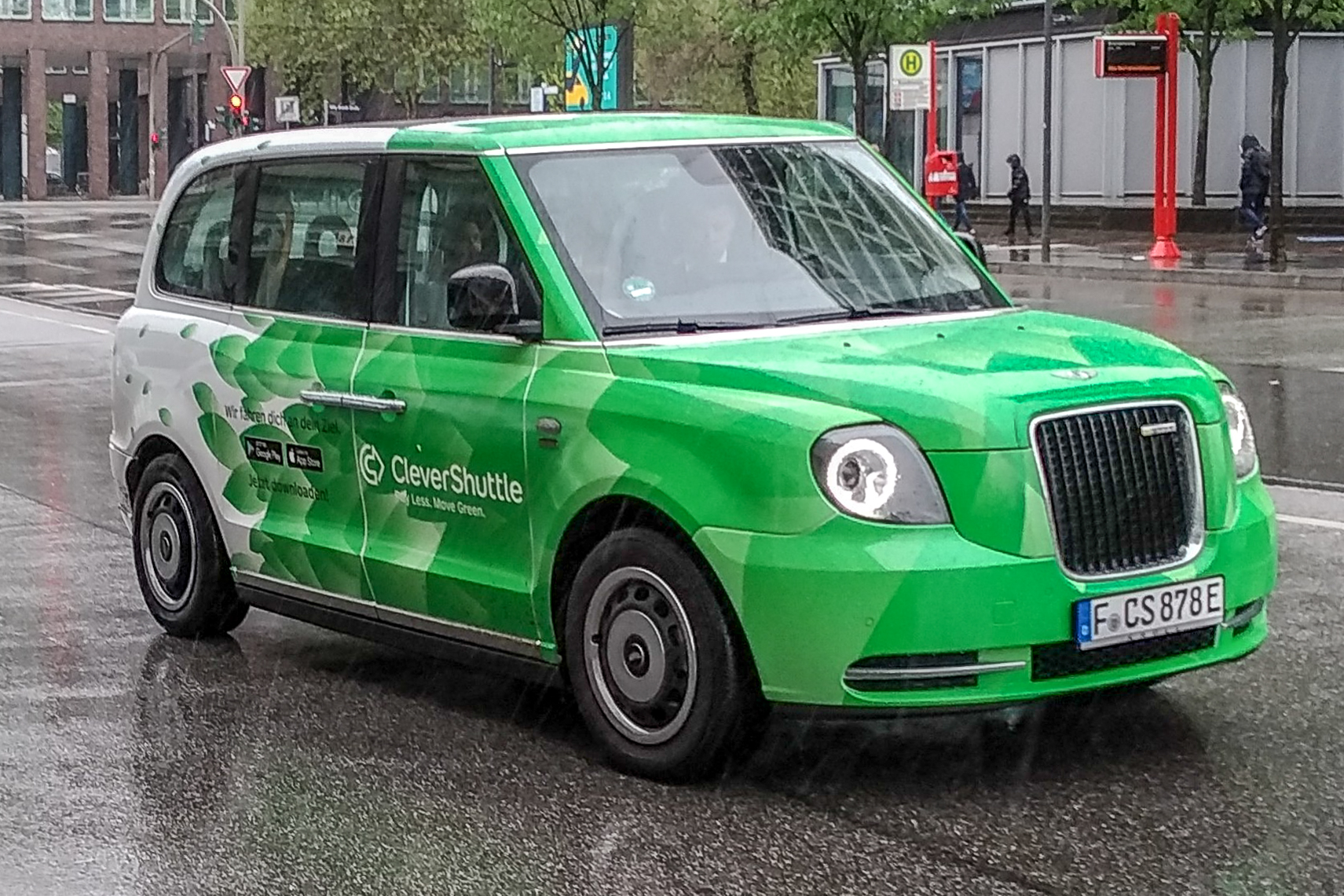
Fahrzeug von Clevershuttle in Hamburg, 2019

Einige Unternehmen betreiben kommerzielles Ridepooling ohne Auftrag einer öffentlichen oder privaten Organisation. In Deutschland waren Anfang 2023 MOIA in Hamburg und Hannover und Mobility-on-Demand in Neustadt an der Weinstraße als gebündelter Bedarfsverkehr (§ 50 PBefG) konzessioniert.
Weltweit bieten viele kommerzielle Fahrdienstvermittler auch Ridepooling an, beispielsweise
- Grab mit GrabShare[14]
- Lyft mit Shared Rides[15]
- Ola mit Share[16]
- Uber mit UberPool[17]

### Nicht-öffentliche Verkehre
Ridepooling wird auch bei Verkehren eingesetzt, die nur bestimmten Personengruppen zur Verfügung stehen: Beispielsweise betrieb die Deutsche-Bahn-Tochter ioki einen Fahrdienst für Mitarbeitende in Frankfurt am Main; für Studierende an der Northwestern University in den Vereinigten Staaten gibt es ein Ridepooling-Angebot des Dienstleisters Via.

### On-Demand-Ridepooling als Teil des Öffentlichen Personennahverkehrs

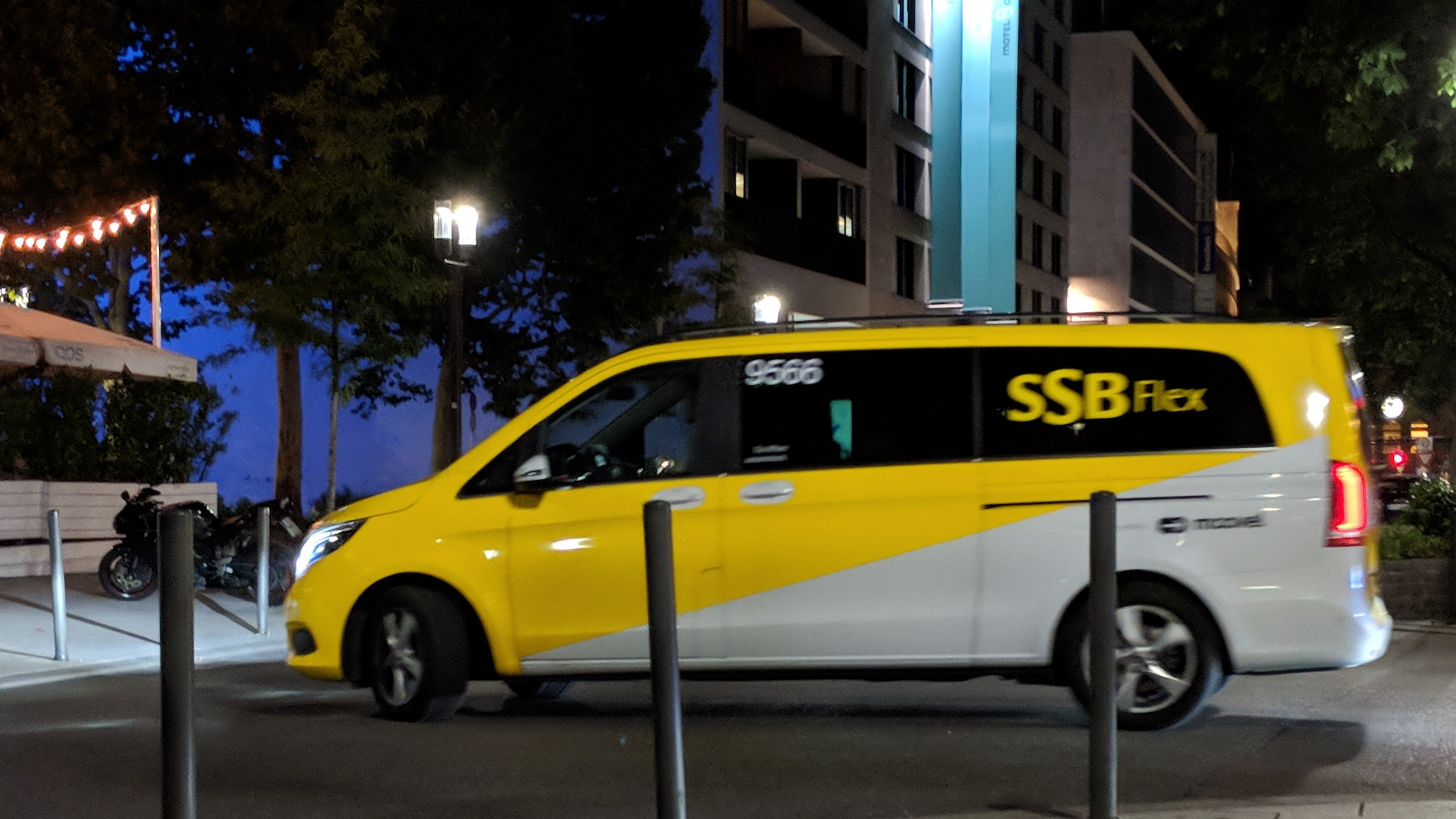
SSB Flex-Fahrzeug, 2018

Eine wachsende Zahl an öffentlichen Verkehrsbetrieben nutzen On-Demand-Ridepooling-Systeme, um ihr konventionelles Verkehrsangebot zu erweitern oder zu ersetzen (siehe auch: ÖPNV-Sonderformen). Weltweit stellen Ridepooling-Angebote im ÖPNV-Kontext den mit Abstand größten Anteil am Gesamtmarkt. Dabei gibt es drei typische Einsatzgebiete:
- die „erste und letzte Meile“, also die Anbindung an den Linienverkehr,
- die Erschließung von Gegenden mit geringer Nachfrage oder der Betrieb in Schwachlastzeiten, etwa nachts oder frühmorgens,
- als Zusatzangebot im Innenstadtbereich. Dabei wird darauf geachtet, dass das Angebot den Linienverkehr nicht ersetzt, sondern nur dort angeboten wird, wo die Linienverbindung besonders unkomfortabel ist. Außerdem ist das Angebot dann meist teurer als der normale ÖPNV-Tarif.

Die unterschiedlich konzeptionierten On-Demand-Angebote sind auf verschiedene Art in die Tarif-, Auskunfts- und Mobility-as-a-Service-Systeme integriert. Beim Betrieb arbeiten die örtlichen öffentlichen Verkehrsunternehmen je nach eigener Ausstattung mit anderen Unternehmen zusammen. Die Technologie stammt meist von Software-Anbietern, von denen einige auch eigenständige On-Demand-Angebote betreiben. Die IT-Unternehmen verkaufen den Verkehrsunternehmen App-Lösungen als Weißprodukt. Fahrzeuge und Fahrpersonal organisiert das Verkehrsunternehmen oft selbst, manchmal auch zusammen mit örtlichen Partnern.
Die Wirtschaftlichkeit von On-Demand-Verkehren ist unklar, aber bei einer niedrigen Nachfrage steht die Daseinsvorsorge im Vordergrund. Die Besetztzahl (Personenkilometer je Nutzkilometer) liegt im Durchschnitt bei 1,5 Personen. Eine überschlägige Kostenkalkulation für eine verbundweite Einführung  bei unverändertem Busverkehr für den Nordhessischen Verkehrsverbund ergab, dass die Kosten je Fahrgast deutlich höher als im Busverkehr seien.